# میل ملوی
میل مِلوی (به انگلیسی: Maile Meloy) داستان‌نویس آمریکایی در ژانویه ۱۹۷۲ در ایالت مونتانا به دنیا آمد. سال ۱۹۹۴ با مدرک لیسانس از دانشگاه هاروارد فارغ‌التحصیل شد. برای اولین مجموعه داستان‌های کوتاهش برنده جایزه پن/ مالامود شد. در سال ۲۰۰۳ مجله معتبر ادبی گرانتا، نام او را در لیست ۲۱ رمان‌نویس برتر جوان آمریکایی آورد. سال ۲۰۰۴ موفق به دریافت بورسیه و کمک هزینه گوگنهایم از انجمن نویسندگان ملی آمریکا گردید. مِلوی در حال حاضر از اعضای هیئت تحریریه مجله نیویورک تایمز است.